# Autoestrada Puerto Rico 22
Autoestrada Puerto Rico 22 (PR-22), chamada de Interstate PR-2 sem sinal, é uma estrada com pedágio de 84,3 km (52,4 milhas) de comprimento na costa norte de Porto Rico que liga as cidades de San Juan e Hatillo. A estrada também é conhecida como Via Expressa José de Diego (em espanhol: Expreso José de Diego) e faz parte da Interstate PR-2 sem sinalização. É uma estrada com 4 faixas de rodagem em grande parte do seu comprimento, mas expande-se para 12 faixas na Região Metropolitana de San Juan. A estrada está frequentemente congestionada, em particular durante a hora do rush, devido ao intenso tráfego pendular.